# Gliese 581 e
Gliese 581 e (abreviat GJ 581 e), també anomenat TYC 5594-1093-1 e, és un planeta extrasolar que orbita al voltant de l'estrella nana roja Gliese 581. Està situat a la constel·lació de la Balança, aproximadament a 20.3 anys llum de distància de la Terra. Amb tres companys més (b, c, i d), forma part d'un sistema planetari en el qual és el més proper al seu estel, el menys massiu, i l'últim descobert fins ara.

## Descobriment
Aquest planeta extrasolar va ser descobert el 21 d'abril de 2009 per un equip d'astrònoms, entre els quals figura Michael Mayor, fent servir l'instrument de recerca europeu HARPS, a l'observatori astrònomic de La Silla, Xile. La tècnica usada per al seu descobriment, la velocitat radial, consisteix a mesurar la influència gravitacional del planeta en qüestió en el seu estel.

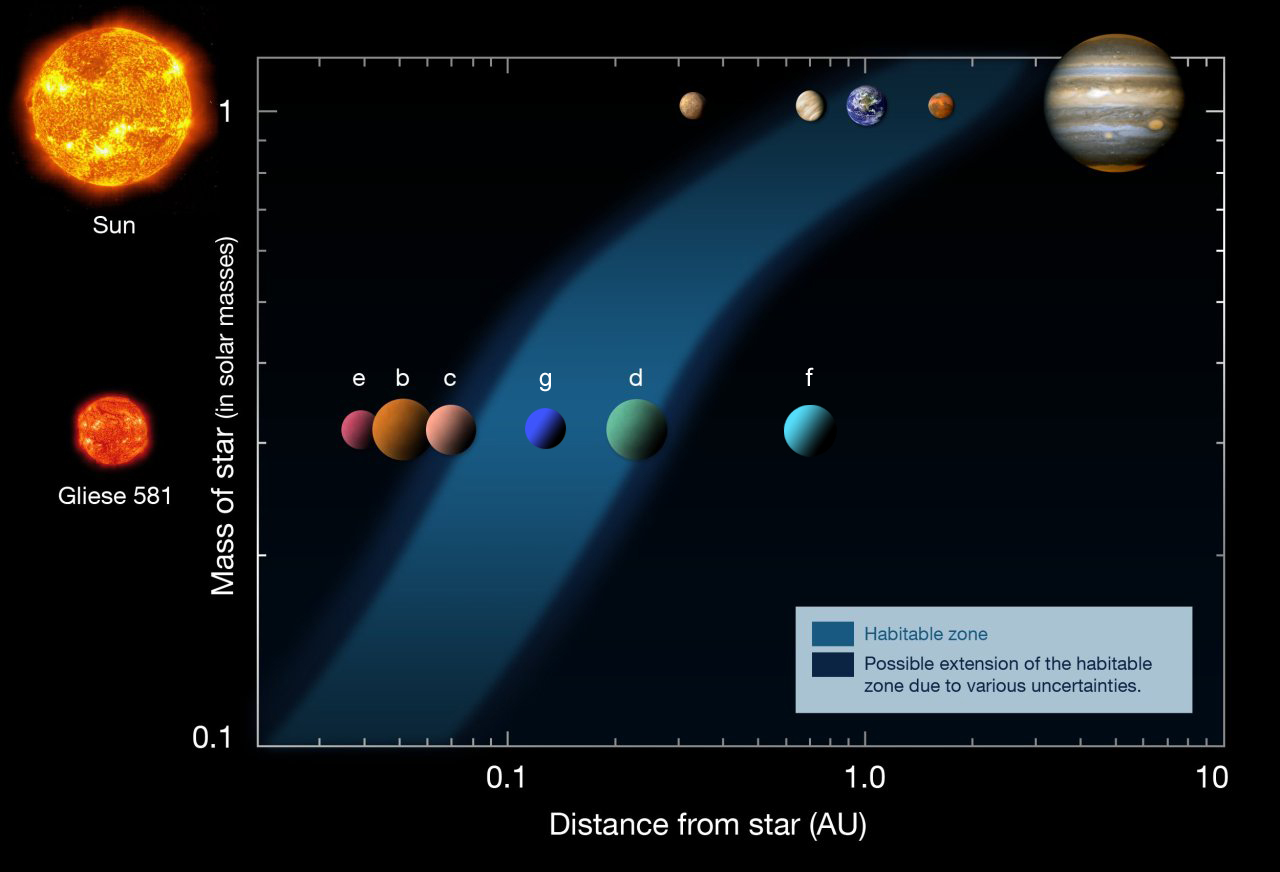
Una comparació dels planetes del Sistema solar (fins a Júpiter) amb el sistema GJ 581, en el qual està inclòs GJ 581 e.

## Característiques
GJ 581, és un planeta força peculiar entre tots els descoberts fins ara, ja que és el planeta menys massiu descobert fins al moment, amb més d'1,9 vegades la massa de la Terra o, cosa que és el mateix, 0.006 masses jovianes. El seu semieix major es calcula en 0,03 ua (una mica més petit que el d'un altre exoplaneta, 55 Cancri e) cosa per la qual es creu que fa que es sobreescalfi amb unes temperatures superiors a 373 K (100 Cº), ja que el seu estel és dels menys massius de la seqüència principal. També s'estima que la seva excentricitat orbital és nul·la o molt poca. El seu període orbital està calculat en 3,14942 dies, (0,0086 anys).

### Habitabilitat
La massa d'aquest planeta, com ja s'ha dit abans, és la més petita trobada fins ara fora del sistema solar. Això fa pensar en la probabilitat d'habitabilitat d'aquest planeta. Però, també com s'ha citat abans, la temperatura d'aquest planeta és relativament elevada, per la qual cosa, sembla impossible que es pugui habitar.